# Francis Ona
Pour les articles homonymes, voir Ona.
Francis Ona (né en 1953-mort le 24 juillet 2005) est un homme politique bougainvillais en Papouasie-Nouvelle-Guinée. Il est chef du mouvement sécessioniste visant l'indépendance de la région autonome face au gouvernement central et provoquant la guerre civile de Bougainville (1988-1998).
Avec ses partisans, ils militent aussi sur des enjeux environnementaux et sociaux sur les opérations d'extractions des mines Panguna par la Bougainville Copper, une filiale de Rio Tinto.
Le 17 mai 1990, Ona déclare l'indépendance de la République de Me'ekamui. Non reconnu internationalement, il se proclame roi de Me'ekamui en mai 2004. Résistant au processus de paix et aux élections de 2005, Ona campe dans un village retranché sous contrôle des forces de la BRA où il meurt du paludisme en juillet 2005.

## Chef sécessionniste
(décembre 2023).
Le contenu est difficilement compréhensible vu les erreurs de traduction, qui sont peut-être dues à l'utilisation d'un logiciel de traduction automatique.
Ona est tout d'abord employé dans la mine de la Bougainville Copper, mais devient rapidement critique des travaux et de leurs effets néfastes sur l'environnement, ainsi que du faible niveau des redevances versées par la compagnie. La plupart des profits quittent l'île de Bougainville, ainsi les embauches par la société de plusieurs employés de Papouasie-Nouvelle-Guinée et d'Australie. Au milieu des années 1980, Ona et d'autres conteste afin d'obtenir la direction de la Panguna Landowners Association (PLA) en prétextant que l'organisation ne défend pas efficacement les intérêts de l'ensemble des propriétaires fonciers traditionnels.
Au début de 1988, Ona est ses compatriotes, incluant son cousin Pepetua Serero (en), forment le nouveau PLA avec le support des mineurs et opposants traditionnels de la mine Panguna. La nouvelle organisation formule plusieurs demandes, incluant des compensations monétaires pour les impacts environnementaux causés par la mine, une part de 50 % des profits remis aux propriétaires fonciers, ainsi qu'un transfert de la propriété de la mine au gouvernement de Bougainville. Le gouvernement de Papousie-Nouvelle-Guinée ouvre alors une enquête indépendante, mais celle-ci rejette les allégations liées aux griefs environnementaux, en critiquant tout de même certain aspect quant à l'exploitation de la mine au passage. En réponse, Ona met en place l'Armée révolutionnaire de Bougainville (ARB) avec laquelle il procède à des actes de sabotages contre les installations la mines, dont la destruction des groupes électrogènes. La mine doit alors fermer en mai 1998 et Ona rejette une compromis initialement convenue entre le gouvernement Papouasien et la Bougainville Copper.
Ona devient le chef de file de l'ARB après la mort de Serero en 1989. Sam Kauona, un ancien soldat de l'armée, dirige le volet des opérations militaires. Le gouvernement de Papouasie-Nouvelle-Guinée procède ensuite à l'envoie de policiers et d'officiers de l'armée sous la responsabilité de Jerry Singirok (en). Ses troupes doivent alors réprimer le soulèvement, mais ne parvient pas à faire cesser les désordres. Un état d'urgence est décrété pour l'ensemble de l'île qui est placée sous le contrôle du Commissaire de police de Papouasie-Nouvelle-Guinée. Viennent ensuite plusieurs plaintes concernant des manquements au droits de l'homme par les forces, ce qui contribue au renforcement du soutien populaire à l'ARB.
En janvier 1990, Bougainville Copper annonce qu'elle suspend les activités de la mines. Le gouvernement central annonce également le retrait des troupes et l'arriver d'observateurs internationaux afin de procéder au désarmement des forces de l'ARB. Craignant des représailles, les policiers sans le soutien de l'armée fuient et entre temps, une tentative de coup d'État survient à Port Moresby en raison de l'accord.
En réponse au blocus imposé par le gouvernement vers la fin de 1990, Ona annonce prendre la tête du gouvernement intérimaire de Bougainville et déclare l'indépendance de l'île. La situation devient rapidement anarchique et plusieurs factions armées combattent afin de prendre le pouvoir. Soutenant certaines milices, les dirigeants de l'ARB se brouillent avec le premier ministre bougainvillais Joseph Kabui qui en était initialement un partisan.
Durant le mandat du premier ministre Paias Wingti, le gouvernement papouasien parvient à reprendre la capitale Arawa en 1993, ainsi que reprendre le contrôle des installations de la mine Panguna. Durant le mandat de son successeur, Julius Chan, une entente tente d'être conclue entre Ona et Kabui, mais sans toutefois parvenir à un accord. Frustré de la situation, Chan émet l'ordre d'une invasion massive de l'île en 1996 sans l'appui des gouvernements australien et noé-zélandais. Il procède alors à l'embauche de la Sandline International, mais les forces militaires régulières menacent de procéder à leur arrestation dès leurs arrivées. Chan décide alors de démissionner afin d'éviter une éventuel coup d'État.

## Cessez-le-feu
Un cessez-le-feu est conclu entre le nouveau premier ministre Bill Skate et Joseph Kabui, avec l'aide du Peace Monitoring Group qui début ses activités sur l'île. Bien qu'Ona et les forces de l'ARB contrôlent 90 % du territoire, la brouille entre Kabui et l'ARB fait en sorte que ces dernières ne sont pas représentées lors des pourparlers. Ona considérait que ces discussions, réalisées par l'entremise de la Nouvelle-Zélande, représentaient une ingérence extérieure dans la gouvernance de Bougainville.
Durant cette période, le cinéaste australien Wayne Coles-Janess (en) réalise un documentaire au sujet de la guerre civile en cours à Bougainville.
Lors d'un entretien, Ona déclare:
« Nous avons déjà eu d'autres formes d'autonomie. Le système de gouvernement provincial en 1975 nous avait été promis. On a promis aux Bougainvilliens qu'après 5 ans ou après quelques années, le gouvernement provincial serait remplacé par la nation indépendante de Bougainville. Donc, avec cela à l'esprit, avec cette histoire passée, nous ne faisons plus confiance à la Papouasie-Nouvelle-Guinée...
.... 90% des Bougainvilliens me soutiennent. Et je veux convoquer le Premier ministre de PNG et le gouvernement de PNG, si 90 % ne me soutiennent pas, qu'ils organisent un référendum et nous verrons. »
Ona sera ignoré par la suite lors de la création du Gouvernement autonome de Bougainville (en). Au même moment, Ona convient avec Noah Musingku (en) d'établir une source de revenu permettant à l'île d'avoir une véritable souveraineté. Le système sera connu sous le nom de U-Vistract (en) et vise l'exploitation des ressources naturelles non exploitées de l'île pour financer la reconstruction. Ona demeure ensuite isolé dans la région de Panguna pendant les 16 années suivantes.
Entre 10 000 et 15 000 personnes auraient perdu la vie durant le conflit surtout en raison de la maladie et de la famine. À la suite d'un processus de réconciliation qui débute en 2000, le gouvernement promet la tenue d'un référendum sur l'indépendance qui aura lieu en 2019 et se solde par un vote en faveur de l'indépendance à 98,3 %.

## Royauté
Le 17 mai 2004, Ona se déclare roi de Bougainville ou Mekamui sous le nom de règne de King Francis Dominic Dateransy Domanaa, chef d'État du royaume de Me'ekamui. Me'ekamui signifiant terre sainte et étant le nom tribal de l'île de Bougainvile,. Lors des élections pour le gouvernement autonome en 2005, Ona apparaît aux yeux du public pour la première fois depuis seize ans et déclare que Bougainville est déjà indépendante et en capacité de gérer ses propres affaires.
À la suite de ces élections :
« Son Altesse Royale a déclaré à la population que le fait que seulement 3 % des électeurs éligibles à Bougainville aient voté lors des élections du gouvernement autonome de mai signifie que les 97 % restants soutiennent son gouvernement et qu'en tant que tel, c'est le seul gouvernement vers lequel ils peuvent se tourner, pour faire avancer leur effort de développement indépendamment des diverses différences. »
Des groupes miniers dont la Lihir Island Mining Area Landowners Association in New Ireland contacte Ona afin d'obtenir son aide pour le développement de projets miniers futurs.
Ona meurt de la malaria le 24 juillet 2005 et des funérailles d'État sont célébrés dans la capitale provinciale Buka.